# Miroslav Mišković
Miroslav Mišković (kyrillisch: Мирослав Мишковић; * 5. Juli 1945 in Bošnjane) ist ein serbischer Geschäftsmann, Eigentümer der „Delta Holding“ und gilt neben Philip Zepter als reichster Bürger seines Landes. 2007 erwähnte ihn das Forbes Magazine mit einem geschätzten Vermögen von 1 Milliarde US-Dollar auf Platz 891 der Liste der reichsten Personen der Welt.

## Werdegang
Mišković ging in Kruševac zur Schule und schloss 1971 in Belgrad an der Wirtschaftsfakultät ab. Bei der Jugobanka und Trayal in Kruševac arbeitete er bis 1977. 1977 wechselte er zu Župa Chemical Industries, wo er von 1987 bis 1990 als geschäftsführendes Vorstandsmitglied tätig war. 1990 war Mišković für sechs Monate stellvertretender Ministerpräsident der Sozialistischen Republik Serbien. Parallel gründete er die Firma „Delta M“, die während der Jugoslawienkriege und der Regierungszeit von Slobodan Milošević in Serbien prosperierte.
Es folgte die „Delta Bank“, tragende Säule der späteren in Zypern registrierten Delta Holding. Diese ist im Einzel- und Großhandel, dem Versicherungs, Bank- und Immobilienwesen, im Autoimport und in der Landwirtschaft tätig. Allein 2011 soll sie 1,4 Milliarden Euro erwirtschaftet haben.

## Juristisches Verfahren
Am 12. Dezember 2012 wurde Mišković zusammen mit seinem Sohn Marko und acht weiteren Personen im Zusammenhang mit der Privatisierung mehrerer öffentlicher Straßeninstandhaltungsunternehmen im Jahr 2005 festgenommen, bei der die Verdächtigen angeblich „illegale Gewinne“ in Höhe von etwa 30 Millionen Euro (38,98 Millionen US-Dollar) erzielten.
Mišković wurde am 22. Juli 2013 aus der Haft entlassen, nachdem er eine Kaution in Höhe von 12 Millionen Euro hinterlegt hatte. Im März 2016 wurde er vom Obersten Gericht in Belgrad vom Vorwurf des Amtsmissbrauchs freigesprochen, jedoch der Beihilfe zur Steuerhinterziehung für schuldig befunden und zu einer fünfjährigen Haftstrafe verurteilt. Ein Berufungsverfahren bestätigte zwar das Urteil des Gerichts, verwies den Fall jedoch zur Wiederaufnahme des Verfahrens in Bezug auf die Steuerhinterziehungsvorwürfe an das erstinstanzliche Gericht zurück. Hier wurde er 2019 wegen Anstiftung zur Steuerhinterziehung schuldig gesprochen und zu einer zweieinhalbjährigen Haftstrafe verurteilt. In einem daraufhin erneuten Berufungsverfahren wurde Miroslav Mišković und seinen Sohn Marko freigesprochen.